# Ketiley Batista
Ketiley Batista, född 13 juli 1999, är en brasiliansk friidrottare som tävlar i häcklöpning. Hon deltog vid olympiska sommarspelen 2020.
Mellan 2019 och 2021 blev Batista brasiliansk mästare på 100 meter häck.

## Personliga rekord
- 100 m häck: 13,00 s, 24 april 2021 i Bragança Paulista
  - 60 m häck (inomhus): 8,00 s, 1 februari 2025 i Bragança Paulista (brasilianskt rekord)